# إلثييغو
بلدية إلثييغو (بالإسبانية: Elciego) هي بلدية تقع في مقاطعة ألافا التابعة لإقليم الباسك شمال إسبانيا.

## الديموغرافيا
يبلغ عدد سكان بلدية إلثييغو 1.045 نسمة عام 2011 (وفقاً للمعهد الوطني للإحصاء الإسباني).
| 921 | 905 | 950 | 941 | 1.001 | 1.046 | 1.045 |

## أعلام
- أوسكار دي ماركوس